# Princeville (Caroline du Nord)
Princeville est une ville américaine située dans le comté d'Edgecombe dans l'État de Caroline du Nord. Sa population s’élevait à 2 082 habitants lors du recensement de 2010, dont une écrasante majorité d'Afro-Américains.

## Histoire
Princeville est fondé par des Afro-Américains à la suite de la guerre de Sécession en 1885. Il s'agit de la plus vieille ville de ce type aux États-Unis.

## Démographie
| Groupe            | Princeville | Caroline du Nord | États-Unis |
| ----------------- | ----------- | ---------------- | ---------- |
| Afro-Américains   | 96,3        | 21,5             | 12,6       |
| Blancs            | 2,6         | 68,5             | 72,4       |
| Autres            | 0,8         | 7,8              | 12,1       |
| Métis             | 0,3         | 2,2              | 2,9        |
| Total             | 100         | 100              | 100        |
|                   |             |                  |            |
| Latino-Américains | 0,8         | 8,4              | 16,7       |

Selon l'American Community Survey, pour la période 2011-2015, 99,66 % de la population âgée de plus de 5 ans déclare parler anglais à la maison, alors que 0,34 % déclare parler l'espagnol.
| 1890 | 1900 | 1910 | 1920 | 1930 | 1940 |
| ---- | ---- | ---- | ---- | ---- | ---- |
| 428  | 552  | 627  | 562  | 614  | 818  |

| 1950 | 1960 | 1970 | 1980  | 1990  | 2000 |
| ---- | ---- | ---- | ----- | ----- | ---- |
| 919  | 797  | 654  | 1 508 | 1 652 | 940  |

| 2010  | - | - | - | - | - |
| ----- | - | - | - | - | - |
| 2 082 | - | - | - | - | - |

## Source de la traduction
- (en) Cet article est partiellement ou en totalité issu de l’article de Wikipédia en anglais intitulé « Princeville, North Carolina » (voir la liste des auteurs).